# دوغ بيتش
دوغ بيتش (بالإنجليزية: Doug Beach)‏ (2 فبراير 1920 في المملكة المتحدة - 1 أغسطس 2006) هو لاعب كرة قدم بريطاني (وحمل سابقاً جنسية المملكة المتحدة لبريطانيا العظمى وأيرلندا) في مركز الدفاع. لعب مع شيفيلد وينزداي وكولتشستر يونايتد ونادي ساوثيند يونايتد ونادي لوتون تاون ونادي تشيلمسفورد وBiggleswade Town F.C. ‏.